# Gymnodoris arnoldi
Gymnodoris arnoldi is een slakkensoort uit de familie van de Polyceridae. De wetenschappelijke naam van de soort is voor het eerst geldig gepubliceerd in 1957 door Burn.